# Humanistischer Verband Deutschlands
Le Humanistischer Verband Deutschlands (en français : Association humaniste de l'Allemagne) est un organisme chargé de promouvoir et de diffuser une vision laïque et humaniste du monde, ainsi que de défendre les droits des personnes non religieuses. Elle a été fondée en 1993 à Berlin et compte environ 20 000 membres. Son président est le philosophe et politologue Frieder Otto Wolf. Le HVD est membre de l'Union internationale humaniste et éthique et de la Fédération humaniste européenne.

## Objectifs
Le HVD est engagé en faveur de la laïcité, des droits de l'homme, de la démocratie, de l'égalitarisme et du respect mutuel. L'association travaille pour une société ouverte à la liberté de religion et de la parole, et à la fin de la position privilégiée de la religion et/ou des églises, notamment dans la législation, dans l'éducation, ou encore dans le secteur de la radiodiffusion.